# قائمة شخصيات ناروتو
قائمة شخصيات ناروتو تحتوي على جميع الشخصيات المهمة والمحورية في مسلسل ناروتو وناروتو شيبودن.

## أبطال القصة

شخصيات الفريق السابع (فريق كاكاشي)؛ أبطال القصة كاكاشي هتاكي (أعلى الوسط)، ناروتو أوزوماكي (يمين)، ساكورا هارونو (أسفل وسط)، ساسكي أوتشيها (يسار)

### ناروتو أوزوماكي
ناروتو أوزوماكي (باليابانية: うずまきナルト)، الشخصية الرئيسية الأولى في المسلسل والذي تدور حوله أحداث متغيرة بين الخير والشر، الصداقة والمحبة، الفرح والحزن. كان ناروتو وحيدًا في البداية، لذا كان يرتكب الحماقات لجذب أنظار الناس إليه.
لم يرد الناس الإختلاط به في البداية (لأن هنالك وحشاً خُتم في جسده وهو صغير)؛ لكنه وجد أصدقاء واعتبرهم كنزاً ثميناً لا يمكن التفريط به لذا كان على استعداد للموت لإنقاذهم، وهكذا تبدأ حكاية المسلسل عندما يبدأ ناروتو التدرب على يدي كاكاشي هاتاكي وتنشأ بينه وبين ساسكي أوتشيها وساكورا هارونو علاقة صداقة قوية. ناروتو نينجا من رتبة غينين من قرية كونوها، والجنتشوريكي الثالث للثعلب ذي الذيول التسعة (كيوبي).
- أداء صوتي: جونكو تاكيوتشي (اليابانية)، إياس أبو غزالة (العربية).

### ساسكي أوتشيها
ساسكي أوتشيها (باليابانية: うちはサスケ)، أحد الشخصيات الرئيسية في السلسلة. ظهر في البداية كأحد أبطال القصة، وأحد أعضاء قرية الورق المخفية في الفريق السابع. ومع تطور القصة، صار ساسكي من الأعداء في القصة، بعد أن صار واحداً من أتباع أوريتشيمارو. حالياً ساسكي من النينجا الهاربين، وآخر الأفراد الباقين من عشيرة الأوتشيها بعدما قام شقيقه إيتاتشي أوتشيها بقتل كل العشيرة ما عداه لتجريب قواه الجديدة كما ادعى. يعتبر ساسكي نفسه «منتقماً»، أي أنَّه ينوي الإنتقام من أخيه بعد أن يكتسب القوة التي تؤهله لذلك. في بداية الطريق، أراد ساسكي اكتساب القوة من التمرين لذلك عمل في الفريق السابع مع مدربه كاكاشي واكتسب بعض القوة التي لم تكن معه في السابق، لكن ظهور أخيه وضربه لساسكي بحيث كان الأخير كاللعبة في يد إيتاتشي غير من تفكير ساسكي، وأصبح يريد أن يكتسب تلك القوة بطريقة ثانية لذلك توجه إلى أوروتشيمارو كي يعطيه إياها.
- أداء صوتي: نورياكي سوغياما (اليابانية)، رأفت بازو (العربية).

### ساكورا هارونو
ساكورا هارونو (باليابانية: 春野サクラ)، هي صديقة ناروتو وساسكي في الفريق السابع، وكانت من قبل صديقة إينو ياماناكا في الأكاديمية، فهي كباقي الفتيات معجبة بـساسكي ولكنها تخجل أن تعبر له عن شعورها، ولكن بالمقابل، فإنَّ ناروتو يكن لها عشقاً كبيراً. قلبها ضعيف ولا تحتمل المشاهد التي يتعرض فيها أصحابها للأذى. ساكورا هي أفضل واحدة في فريقها من حيث استخدام التشاكرا وتحريكها في جسمها بحيث لا يكون هناك طاقة ضائعة عندما تستخدم الجيتسو. اشتركت فيما بعد بالحرب العظمى الرابعة تحت لواء قوات الدعم والمساعدات الطبية.
- أداء صوتي: تشي ناكامورا (اليابانية)، أنجي اليوسف (العربية).

### كاكاشي هاتاكي
كاكاشي هاتاكي (باليابانية: はたけカカシ)، مدرب الفريق السابع، وابن ساكومو هاتاكي، المعروف بمخلب كونوها الأبيض، وهو أحد النينجا الذين تدربوا على يد الهوكاغي الرابع. يمتلك الشارينغان في عينه اليسرى، التي أهداه إياها زميله السابق في الفريق، أوبيتو أوتشيها، ويُلقب أحيانًا بكاكاشي الناسخ لنسخه أكثر من ألف تقنية بتلك العين. يعتبر كاكاشي من رتبة النينجا الجونين وهي أقل من مرتبة الهوكاغي برتبة واحدة فقط، ويُعد كاكاشي من أبرز الشخصيات في السلسلة. أصبح كاكاشي فيما بعد مرشحًا لمنصب الهوكاغي، ثم أصبح قائد للفرقة الثالثة «فرقة القتال بوسط المعركة» تحت لواء قوات النينجا المتحالفة في الحرب العظمى الرابعة.
- أداء صوتي: كازوهيكو إينوي (اليابانية)، أيمن السالك (العربية).

## نينجا كونوها

### الفريق الثامن

كوريناي مع طلابها من أعضاء الفريق الثامن؛ شينو أبورامي (يمين)، هيناتا هيوغا (وسط)، كيبا إينوزوكا (يسار) وفوق رأسه الكلب أكامارو.

#### كوريناي يوهي
كوريناي يوهي (باليابانية: 夕日紅)، هي قائدة الفريق الثامن ونينجا من رتبة جونين. كانت بالماضي زميلة لـكاكاشي والآخرين. تزوجت من أسوما ساروتوبي وأنجبت طفلاً يتميز بتقنيات الوهم «الغينجتسو».
- أداء صوتي: رومي أوتشايا (اليابانية)، فاطمة سعد ومجد ظاظا (العربية).

#### كيبا إينوزوكا
كيبا إينوزوكا (باليابانية: 犬塚キバ)، هو أحد أفراد الفريق الثامن وزميل لناروتو في الأكاديمية وأحد منافسيه. ينتمى إلى عشيرة الإينوزوكا التي تربي كلاب النينجا وتعتمد تقنياتهم بشكل أساسي على التحول والاندماج مع الكلاب. اشترك مع ناروتو في عدة مهمات منها استعادة ساسكي ومطاردة إيتاتشي واشترك أيضًا في حرب النينجا العظمى الرابعة تحت لواء الفرقة الخامسة «فرقة القتال الخاصة». تتميز شخصية كيبا بالثقة والتشوق إلى القتال حيث ينافس ناروتو على إتقان التقنيات وأيضًا القوة.
- أداء صوتي: كوسكي توريومي (اليابانية)، رأفت بازو (العربية).

#### أكامارو
أكامارو (باليابانية: 赤丸)، هو كلب كيبا الخاص ومساعده ولا يفارقه مطلقًا. يعتمد كيبا عليه في التحول والكثير من التقنيات ويعده أعز أصدقائه وقد اشترك في جميع مهمات كيبا.
- أداء صوتي: جونكو تاكيوتشي (اليابانية).

#### شينو أبورامي
شينو أبورامي (باليابانية: 油女シノ)، هو أحد أفراد الفريق الثامن وزميل لناروتو. ينتمي إلى عشيرة أبورامي التي تجعل جسدها مسكنًا للحشرات مقابل استخدامها في القتال. تعتمد تقنياته وتقنيات عشيرته على الحشرات بشكل أساسي حيث لكل نوع منها قدرة خاصة فبعضها يستطيع امتصاص التشاكرا (الطاقة) والبعض الآخر يستطيع خنق النينجا. اشترك مع فريقه ومع ناروتو في عدة مهمات منها استعادة ساسكي ومطاردة إيتاتشي واشترك بالحرب أيضًا مع زميله كيبا تحت لواء بالفرقة الخامسة. تتميز شخصيته بالهدوء وحسن التصرف وأيضًا الملل.
- أداء صوتي: شينجي كاوادا (اليابانية)، منصور السلطي (العربية).

#### هيناتا هيوغا
هيناتا هيوغا (باليابانية: 日向ヒナタ)، وهي أحد أفراد الفريق الثامن وزميلة لناروتو. تنتمي هيناتا إلى عشيرة الهيوغا والتي تمتلك أحد الأعين الأسطورية وهي البياكوغان ( 白眼   بياكوغان ،  تعني حرفيًا "العين البيضاء") وتستطيع رؤية مسارات التشاكرا داخل الجسم، لذا اعتمدت تقنياتها على ضرب وإصابة مناطق تدفق التشاكرا. اشتركت مع فريقها في العديد من المهام مثل مطاردة إيتاتشي واشتركت أيضًا بالحرب العظمى الرابعة مع ابن عمها نيجي تحت لواء الفرقة الثانية «فرقة القتال قريبة المدى». تتميز شخصيتها بالخجل والذكاء وأيضًا لديها عشق لناروتو الذي شجعها لكي تصبح على ما هي عليه الآن.
- أداء صوتي: نانا ميزوكي (اليابانية)، فاطمة سعد ورغدة الخطيب (العربية).

### الفريق العاشر

#### تشوجي أكيميتشي
تشوجي أكيميتشي (باليابانية: 秋道チョウジ)، هو أحد أفراد الفريق العاشر وزميل لناروتو. ينتمي تشوجي إلى عشيرة الأكيميتشي والتي تملك القدرة على تضخيم الجسد. اعتمد هو وعشيرته على هذه التقنيات الجسدية. شارك في العديد من المهام مثل مطاردة إيتاتشي واسترجاع ساسكي كما اشترك بالحرب الرابعة العظمى تحت لواء الفرقة الرابعة «فرقة القتال بعيدة المدى» مع صديقه وزميله شيكامارو. تتميز شخصيته بالطيبة والأدب والاهتمام بمن حوله، برغم ذلك فإنه يستشيط غضبًا عندما يخبره أحد أنه سمين.
- أداء صوتي: كينتارو إيتو (اليابانية)، أنجي اليوسف وزكي كورديللو (العربية).

#### شيكامارو نارا
شيكامارو نارا (باليابانية: 奈良シカマル)، أحد أفراد الفريق العاشر ويعد القائد بعد موت معلمه أسوما وزميل لناروتو. ينتمي شيكامارو إلى عشيرة نارا التي تملك القدرة على صنع الظلال والهجوم بها كأنها امتداد لجسدهم. شارك في العديد من المهام مثل استرجاع ساسكي ومطاردة إيتاتشي ومحاربة هيدان وكاكوزو واللذان تسببا في موت معلمه أسوما، وقد كان لهم دور كبير في الحرب الرابعة واشترك بها تحت لواء الفرقة الرابعة وقد أصبح فيما قائد نصف الفرقة التي انسحبت نحو الساحل للتعزيزات. إتَّسم شيكامارو بالذكاء الحاد والقدرة الخارقة على التحليل واللذين قد ورثهما عن أبيه وأيضًا بالملل، حيث أن مقولته الشهيرة «يا للإزعاج». كان يكره الفتيات والنساء ولكنه عندما كبر كانت أمنيته أن يتزوج امرأةً جميلة وينجب ولدًا وفتاة.
- أداء صوتي: شوتارو موريكوبو (اليابانية)، أيمن السالك (العربية).

#### إينو ياماناكا
إينو ياماناكا (باليابانية: 山中いの)، إحدى أفراد الفريق العاشر وزميلة لناروتو. تنتمى إينو إلى عشيرة ياماناكا والتي تمتلك القدرة على التحكم بالعقل والتخاطب الذهني ولذلك اعتمدت عشيرتها ومعظم تقنياتها على هذه القدرة. شاركت في العديد من المهام مثل مطاردة إيتاتشي ومحاربة هيدان وكاكوزو واشتركت في الحرب العظمى الرابعة تحت لواء الفرقة الخامسة ولكنها التحقت فيما بعد بالفرقة الأولى والرابعة في معركتهم على الساحل. اتسمت شخصية إينو بالفخر والتفكير بالفتيان أحيانًا.
- أداء صوتي: ريوكا يوزوكي (اليابانية)، رغدة الخطيب ورامية إبراهيم (العربية).

#### أسوما ساروتوبي
أسوما ساروتوبي (باليابانية: 猿飛アスマ)، هو قائد الفريق العاشر سابقًا وابن الهوكاغي (الشهاب) الثالث هيروزوين وينتمي لعشيرة ساروتوبي وزميل لكاكاشي، وكان أحد حراس لورد دولة النار الإقطاعي. يتميز أسوما بأنه أحد مستخدمي عنصر الرياح القليلين في المسلسل وهو من أعطى ناروتو نبذة عنه. شارك في العديد من المهام آخرها محاربة هيدان وكاكوزو وقد فقد حياته فيها بسبب تقنيات هيدان. تتسم شخصيته بالاسترخاء وعدم التدخل إلا في الضرورة لذلك.
- أداء صوتي: جوروتا كوسوغي (اليابانية)، رأفت بازو (العربية).

### فريق غاي

#### نيجي هيوغا
نيجي هيوغا (باليابانية: 日向ネジ)، هو أحد أفراد فريق غاي وزميل لناروتو. ينتمي إلى عشيرة الهيوغا وهو ابن عم هيناتا. بامتلاكه لعين البياكوغان، فقد أصبح سيدًا في قتال المدى القريب؛ لكنه على عكس هيناتا، فإن عينه تُختم فور موته مما جعله يشعر بالعنصرية من عائلته. اشترك في العديد من المهام منها استرجاع ساسكي ومطاردة إيتاتشي واشترك في الحرب الرابعة تحت لواء الفرقة الثانية مع ابنة عمه هيناتا. يتسم بأنه حاد الطباع، لايتكلم كثيرا وهو ذكي وسريع الفهم وقد مات في حرب النينجا العظمى الرابعة عندما حاول حماية ناروتو من هجوم أسلوب الخشب الذي نفذه أوبيتو بوساطة الجيوبي.
- أداء صوتي: كويتشي توتشيكا (اليابانية)، عادل أبو حسون (العربية).

#### روك لي
روك لي (باليابانية: ロック・リ)، هو أحد أفراد فريق غاي وزميل لناروتو. رغم عدم مقدرته على استخدام النينجتسو إلا أنه أصبح نينجا قوي بإتقانه التايجتسو فقط بمساعدة معلمه غاي الذي علمه كيفية فتح بوابات التشاكرا والتي تمكنه من اكتساب سرعة وقوة جبارتين. اشترك لي في العديد من المهام مثل استرجاع ساسكي ومطاردة إيتاتشي واشترك في الحرب العظمى الرابعة تحت لواء الفرقة الثالثة. تتسم شخصيته بالحيوية والإصرار كما يتميز بطيبة قلبه.
- أداء صوتي: يويشي ماسوكاوا (اليابانية)، سعد لوستان وزياد الرفاعي (العربية).

#### تين تين
تين تين (باليابانية: テンテン)، هي إحدى أفراد فريق غاي وزميلة لناروتو. تتميز تين تين ببراعتها في استخدام البوكيجتسو ( 武器術   بوكيجتسو ، تعني حرفيًا "تقنيات الأسلحة") ولذلك فإنها من أقوى مستخدمي الأسلحة في المسلسل. اشتركت تين تين في العديد من المهام مثل إنقاذ الكازيكاغي وختم ذي الثلاثة ذيول واشتركت أيضًا في الحرب العظمى الرابعة تحت لواء الفرقة الأولى «فرقة قتال المدى المتوسط» والتي احتوت على الكثير من مستخدمي الأسلحة وكانت هذه الفرقة مكلفة بحماية الساحل. تعتقد تين تين أن النينجا الإناث يمكنهن أن يصبحوا أقوياء مثل الذكور، وتتسم شخصيتها بالعنف أحيانًا مع لي لكنها تصبح رقيقة عندما تقابل زملائها.
- أداء صوتي: يوكاري تامورا (اليابانية)، همسة الحايك وأسيمة أحمد ورامية إبراهيم (العربية).

#### مايت غاي
مايت غاي (باليابانية: マイト・ガイ)، هو قائد فريق غاي وزميل كاكاشي ومنافسه الأبدي رغم أن كاكاشي أقوى بسبب امتلاكه للشارينغان. علم روك لي التايجتسو ودربه حتى أصبح تشونين. يتميز ببراعته في استخدام التايجتسو وسرعته الخارقة وأيضًا فتح بوابات التشاكرا. اشترك في العديد من المهام منها إنقاذ الكازيكاغي واشترك أيضًا في الحرب العظمى الرابعة نائبًا لكاكاشي تحت لواء الفرقة الرابعة. قاتل كيسامي هوشيغاكي وإيتاتشي قبلاً لكنه لم يتمكن أي منهم من هزيمة الآخر. تتسم شخصية غاي بالحيوية والإصرار مثل روك لي تمامًا ولكنه ذكي يجيد تحليل المواقف.
- أداء صوتي: ماساشي إبارا (اليابانية)، مروان فرحات (العربية).

### الهوكاغي

#### هاشيراما سينجو
هاشيراما سينجو (باليابانية: 千手柱間) أو الهوكاغي الأول (باليابانية: 初代火影) أو كما يعرف بأبي الشينوبي (باليابانية: 忍の神)، هو أول هوكاغي لقرية الورق وأحد مؤسسيها. ينتمي هاشيراما لعشيرة السينجو التي كانت قبل ذلك عشيرة مستقلة متصارعة مع عشيرة الأوتشيها وكان قائدها آنذاك. يتميز هاشيراما بقدرته على استخدام عنصر الخشب والذي لا يستطيع أحد استخدامه بدون خلاياه، وأيضًا بطاقته الهائلة ومعالجته السريعة لنفسه. اشترك هاشيرما بعدة حروب ضد الأوتشيها ولكن بعدما عقدا هدنة أسسا كونوها. هرب مادارا زعيم الأوتشيها الذي أسس مع هاشيراما القرية وواجهه عدة مرات لكي يدمر ويفني القرية. اتسمت شخصية هاشيراما بالطيبة والولاء وكانت لديه قدرة عالية بالمفاوضات. وقد تمت إعادة إحيائه على يد أوروتشيمارو في حرب النينجا العظمى الرابعة الذي حرض عليها عدو هاشيراما اللدود مادارا أوتشيها.
- أداء صوتي: تاكايوكي سغو (اليابانية).

#### توبيراما سينجو
توبيراما سينجو (باليابانية: 千手扉間) أو الهوكاغي الثاني (باليابانية: 二代目火影)، هو ثاني هوكاغي لقرية الورق. ينتمي إلى عشيرة السينجو وهو شقيق هاشيراما. يتميز بقدرته على استخدام تقنيات عنصر الماء وقد قام باختراع الكثير من تقنيات النينجا المعروفة مثل تقنية نسخ الظل التي يستعملها ناروتو وتقنية سيد الرعد الطائر التي يستخدمها الهوكاغي الرابع وأيضًا التقنية المحرمة تقنية الإحياء. اشترك توبيراما بالعديد من الحروب مع الأوتشيها. أصبح توبيراما الهوكاغي بعد موت شقيقه وقد عهد للأوتشيها حماية القرية داخليًا بتأسيسه للشرطة والتي كانت الأوتشيها تديرها. فقد توبيراما حياته في الحرب العظمى الأولى أثناء معركة ضد قرية السحاب بقيادة كيناكو وغينكاكو لكي يهرب فريقه. اتسم توبيراما بالصرامة والجدية وكان لا يثق بأعدائه الأوتشيها حتى بعد تأسيس كونوها.
- أداء صوتي: كينيو هوريوتشي (اليابانية).

#### هيروزين ساروتوبي
هيروزن ساروتوبي (باليابانية: 猿飛ヒルゼン) أو الهوكاغي الثالث (باليابانية: 三代目火影) أو كما يعرف بأبي الشينوبي (باليابانية: 忍の神) - ثالث شينوبي يُلقب بهذا اللقب، وهو ثالث هوكاغي لقرية الورق المخفية. ينتمي إلى عشيرة ساروتوبي ويتميز بتقنيات عديدة منها الاستدعاء وتقنيات الطبيعة. اشترك هيروزين بالعديد من الحروب مع القرى الأخرى منها الحروب ضد قرية السحاب. أصبح هيروزين الهوكاغي بعد موت توبيراما معلمه في حرب النينجا العظمى الأولى. قام هيروزن بتدريب من يعرفون بالسانين (伝説の三忍 دينسيتسو نو سانين، تعني حرفيًا "النينجا الثلاثة الأسطوريين")، وهم جيرايا وتسونادي وأوروتشيمارو. اتسم هيروزن بالحنكة والحكمة والهدوء وتحليل المواقف بسلاسة.
- أداء صوتي: هيديكاتسو شيباتا (اليابانية)، محمد خرماشو ورأفت بازو (العربية)

#### ميناتو ناميكازي
ميناتو ناميكازي (باليابانية: 波風ミナト) أو الهوكاغي الرابع (باليابانية: 四代目火影) أو كما يعرف بوميض كونوها الأصفر (باليابانية: 木ノ葉の黄色い閃光)، وهو رابع هوكاغي لقرية الورق المخفية. يتميز بتقنيات عديدة منها تقنية سيد الرعد الطائر وتقنية الحاجز الزمكاني وعدة تقنيات للختم والتي تعلمها من عشيرة الأوزوماكي. اشترك ميناتو بحرب النينجا العظمى الثالثة وساهم بإنهائها. أصبح ميناتو الهوكاغي بسبب اعتزال هيروزن للمنصب ولكنه فقد حياته بسبب هجوم الثعلب ذي التسعة ذيول مما أعاد هيروزن للمنصب مرةً أخرى. تدرب على يده كاكاشي هاتاكي وأوبيتو أوتشيها ورين نوهارا وقد اشتركوا معه في الحرب الثالثة أيضًا. اتسمت شخصية ميناتو بالهدوء بل كان طموحًا وقلقًا على من حوله وهو والد ناروتو اوزوماكي.
أداء صوتي: توشيوكي موريكاوا (اليابانية).

#### تسونادي سينجو
تسونادي (باليابانية: 綱手) أو الهوكاغي الخامس (باليابانية: 五代目火影، بالروماجي: Godaime Hokage) وهي خامس هوكاغي لقرية الورق المخفية، وفرد من عشيرة السينجو وأحد النينجا الثلاثة الأسطوريين. تتميز تسونادي بأنها أميرة النينجتسو الطبي حيث كانوا يلقبونها «بالأميرة تسونادي» وقد علمته لساكورا وإينو وشيزوني. أصبحت تسونادي الهوكاغي بعد موت معلمها هيروزن بعد غزو أوروتشيمارو لكونوها. أثناء الحرب الثانية، فقدت تسونادي حبيبها دان وشقيقها الأصغر ناواكي. اشتركت تسونادي بالحرب الرابعة العظمى وكانت عضوة بمجلس القادة مع الرايكاغي والتسوتشيكاغي. اتسمت شخصيتها بالعنف، مع ذلك، فقد كانت منذ صغرها تكره منظر الدم، وكانت لا تؤمن بالأحلام المتحققة عندما قابلت ناروتو أول مرة.
- أداء صوتي: ماساكو كاتسكي (اليابانية)، أسيمة يوسف (العربية).

#### دانزو شيمورا
دانزو شيمورا (باليابانية: 志村ダンゾウ) أو كما هو معروف بظلام الشينوبي (باليابانية: 忍の闇) أو مرشح لمنصب الهوكاغي السادس (باليابانية: 六代目火影候補)، هو قائد الأنبو الجذور وهم قوات خاصة تعمل سرًا لحماية أسرار القرية العسكرية. كان دانزو زميلاً لهيروزن ومعه في نفس فريق الهوكاغي الثاني أثناء الحرب الأولى العظمى. تميز دانزو بتقنية الإزاناغي التي تغير الواقع الخاصة بعشيرة الأوتشيها وتمكن من إتقانها بسرقة عدة أعين للشارينغان بما فيها عين شيسوي أوتشيها وأيضًا خلايا هاشيراما الهوكاغي الأول. أمر دانزو بمطاردة ساسكي باعتباره نينجا هارب من القرية وخائن لها، واشترك مع القادة الآخرين للقرى في التخطيط للحرب الرابعة لكنه مات في طريقه إلى كونوها بعدما واجهه ساسكي وتوبي وقد ضحى بنفسه محاولاً قتلهما. اتسمت شخصيته بالغموض والهدوء لكنه كان عازمًا على حماية القرية وأسرارها بأي طريقة كانت.
- أداء صوتي: هيروشي إيتو (اليابانية).

### آخرون

#### جيرايا

صورة لجيرايا

جيرايا (باليابانية: 自来也) هو أحد النينجا الثلاثة الأسطوريين ويُلقب بحكيم (ناسك) العلاجيم (باليابانية: 蝦蟇仙人) والأب الروحي لناروتو ومعلمه ويناديه ناروتو باسم الناسك المنحرف (باليابانية: エロ仙人). كان جيرايا زميلاً لتسونادي وأوروتشيمارو ومعلمًا لميناتو الهوكاغي الرابع. تميز جيرايا بصفته حكيم العلاجيم بتقنياتهم منها تقنيات الاستدعاء ونمط الناسك. اشترك جيرايا بالحرب الثانية العظمى والتي اكتسب فيها فريقه لقب النينجا الثلاثة الأسطوريين والذي أطلقه عليه هانزو قائد قرية المطر حيث كانت المعركة - وكانت موقعًا للكثير من المعارك بسبب أنها قرية متوسطة بين الثلاث دول المتحاربة. درب جيرايا ثلاثة أيتام من قرية المطر وهم ياهيكو وناغاتو وكونان وهم من سيشكلون فيما بعد الأكاتسوكي. اتسمت شخصية جيرايا بالانحراف ولكنه كان مؤلفًا عبقريًا حيث كانت له العديد من المؤلفات مثل حكاية النينجا الشجاع وكتاب جنة الإغراء.
- أداء صوتي: هوتشو أوتسوكا (اليابانية)، محمد خير أبو حسون (العربية).

#### إيروكا أومينو
إيروكا أومينو (باليابانية: うみのイルカ)، هو نينجا من رتبة تشونين ومعلم بالأكاديمية وكان معلم الفرق الثلاث أيضًا (السابع، والثامن، والعاشر). فقد إيروكا والديه أثناء هجوم الثعلب على قرية الورق. لم تظهر تقنيات لإيروكا إلا قليلاً في المسلسل. تتسم شخصيته بالطيبة.
- أداء صوتي: توشيهيكو سيكي (اليابانية)، مروان فرحات (العربية)

#### كونوهامارو ساروتوبي
كونوهامارو ساروتوبي (باليابانية: 猿飛木ノ葉丸)، هو غينين من كونوها وحفيد الهوكاغي الثالث هيروزن. شارك كونوهامارو في المعركة ضد غزو بين ولكنه لم يستطع إلا هزيمة مسار واحد من مسارات بين. تميز كونوهامارو بتقينة الإغراء والراسينغان اللتان علمهما له ناروتو. تتسم شخصيته بالعناد والإصرار ويحتذي بناروتو دائمًا.
- أداء صوتي: إيكوي أوتاني (اليابانية)، راميا إبراهيم (العربية)

#### شيزوني
شيزوني (باليابانية: シズネ) هي نينجا طبية من رتبة جونين من كونوها وتلميذة لتسونادي وقريبة حبيبها دان. تميزت شيزوني بالعديد من التقنيات الطبية التي تعلمتها من تسونادي وكانت ماهرة جدًا بالعلاج والتحليل الطبي حيث كانت مشرفة عليه في كونوها. اشتركت شيزوني بالعديد من المهام منها اكتشاف نينجا الصوت الأربعة وختم ذي الثلاثة ذيول. اشتركت شيزوني أيضًا بالحرب العظمى الرابعة قائدةً لفرقة الدعم الطبي لمهاراتها الطبية المتميزة. اتسمت شخصية شيزوني بالتفكير العميق وأيضًا القلق على التفاصيل.
- أداء صوتي: كيكو نيموتو (اليابانية)، آمنة عمر (العربية)

#### ساي
ساي (باليابانية: サイ)، هو نينجا أنبو من الجذور الذين كانوا يعملون تحت إمرة دانزو وقد أصبح عضوًا في الفريق السابع عوضًا عن ساسكي. تميز ساي بتقنيات الحبر والرسم التي طورها عندما كان في الأنبو. ساي سياف ماهر أيضًا ويرجع ذلك لأن الأنبو ماهرون باستخدام الأسلحة منها السيوف الصغيرة. اشترك ساي في العديد من المهام منها التجسس على أوروتشيمارو ومطاردة إيتاتشي ولكنه أثناء غزو بين بقي هو وأنبو الجذور تحت الأرض بأمر من دانزو. اشترك أيضًا بالحرب الرابعة تحت لواء فرقة الهجوم المفاجئ بقيادة كانكورو حيث قابل في أول معركة أخيه الميت (المبعوث إلى الحياة). انضم لاحقًا إلى الفرقة الثالثة مع كاكاشي وأصبحت مهمته ختم الأعداء المبعوثين إلى الحياة. اتسم ساي بأنه خال من المشاعر بسبب أنه كان في الأنبو، لكنه كان يبتسم «ابتسامة مزيفة» كثيرًا وعندما توطدت علاقته مع ناروتو والآخرين أصبح مهتمًا بمشاعره نحوهم وأصبح يقرأ في الكتب عن هذه المشاعر.
- أداء صوتي: ساتوشي هينو (اليابانية).

#### ياماتو
ياماتو (باليابانية: ヤマト) أو تينزو (باليابانية: テンゾウ) هو عضو في الأنبو، واسمه الحقيقي كينوي وظهر اسمه في الحلقة 355 وياماتو وتينزو هما اسمان رمزيان استخدمها للأسباب الأمنية والعسكرية. تميز ياماتو بأنه متقن لعنصر الخشب مثل الهوكاغي الأول، وفي الحقيقة، فإنه نتيجة لإحدى تجارب أوروتشيمارو التي كان يجريها على خلايا هاشيراما. عينته السيدة تسونادي بدلاً من كاكاشي قائدًا للفريق السابع وأيضًا لمراقبة عضو أنبو الجذور ساي. اشترك مع الفريق السابع بمهمة التجسس على أوروتشيمارو. اشترك أيضًا بمهمة ختم ذي الثلاثة ذيول ومطاردة إيتاتشي. كان ياماتو من فريق حماية ناروتو قبل الحرب مع غاي. اتسم ياماتو بأنه حريص وحذر ومستعد لأي طارئ. في المواقف العصيبة، يتسم بالهدوء والتماسك، ويحب الرسم ويرسم وحوش.
- أداء صوتي: ريكيا كوياما (اليابانية).

#### ناواكي
ناواكي (باليابانية: 縄樹). هو الأخ الأصغر للنينجا الأسطورية الهوكاغي الخامس تسونادي.
أداء صوتي: يوميكو كوباياشي (اليابانية).

## حلفاء

### سوناغاكوري (قرية الرمال المخفية)

#### غارا
غارا (باليابانية: 我愛羅) أو الكازيكاغي الخامس (باليابانية: 五代目風影)، هو الكازيكاغي الحالي لقرية الرمال ويُعرف بغارا الصحراء (باليابانية: 砂の我愛羅) والجينشوريكي السابق لشيكاكو (وحيد الذيل) وابن الكازيكاغي الرابع وأحد أعضاء فريق أشقاء الرمال. اشترك غارا في غزو كونوها مع أوروتشيمارو لكن تمكن ناروتو من إيقافه. أصبح فيما بعد حليفًا للورق وصديقًا لناروتو، وقد ساعدهم في قتال كيميمارو أثناء مهمة استرجاع ساسكي. قام ديدارا وساسوري من الأكاتسوكي باختطافه لاستخراج الوحش المذيل منه والتي تسببت بفقده للحياة، لكنه عاد إلى الحياة مرةً أخرى بفضل الجدة تشيو. اشترك غارا في الحرب العظمى الرابعة وأصبح قائد الفرقة الرابعة والقائد العام للقوات المتحالفة. تميز غارا بقدرته على التحكم بالرمال والتي زُعم أنها من شيكاكو ولكن اتضح فيما بعد أنه قد ورثها من أمه كارورا. اتسم غارا بالصلابة وبالهدوء أيضًا وحسن تحليل المواقف العصيبة.
- أداء صوتي: أكيرا إيشيدا (اليابانية)، عادل أبو حسون (العربية).

#### كانكورو
كانكورو (باليابانية: カンクロウ)، هو أحد أعضاء فريق أشقاء الرمال وابن الكازيكاغي الرابع وشقيق الكازيكاغي الخامس غارا. شارك مع شقيقيه في غزو كونوها بجانب أوروتشيمارو لكنهم فشلوا. أصبح بعدئذٍ حليفًا للورق، وقد ساعد في قتال نينجا الصوت الأربع أثناء مهمة استرجاع ساسكي. عندما قام ديدارا وساسوري باختطاف غارا، طاردهما كانكورو وقاتل ساسوري في نزال للدمى حتى خسر وسقط مسممًا على الأرض؛ لكن ساكورا قد عالجته فيما بعد قبل أن يقتله السم. شارك في الحرب العظمى الرابعة قائدًا لفرقة الهجوم المباغت والتي تقاتلت مع عدة نينجا مبعثين إلى الحياة منهم شين وديدرا وساسوري. تميز كانكورو بفن قتال الدمى وكان يمتلك دمى ساسوري. اتسمت شخصيته بالهدوء نسبيًا.
- أداء صوتي: ياسويوكي كاسي (اليابانية)، مروان فرحات (العربية).

#### تيماري
تيماري (باليابانية: テマリ)، هي إحدى أعضاء فريق أشقاء الرمال وابنة الكازيكاغي الرابع وشقيقة الكازيكاغي الخامس غارا. شاركت مع شقيقيها في غزو الورق. ساعدت في قتال نينجا الصوت الأربع أثناء مهمة استرجاع ساسكي، بعدما أصبحت حليفةً لكونوها. شاركت في الحرب العظمى الرابعة تحت لواء الفرقة الرابعة. تميزت تيماري بعنصر الرياح النادر. اتسمت شخصيتها بالحكمة والكلل.
- أداء صوتي: رومي باكو (اليابانية)، هزار الحرك (العربية).

#### تشيو
تشيو (باليابانية: チヨ)، كان أول ظهور لها في الأنمي في الحلقة 9 من ناروتو شيبودن. قاتلت حفيدها من أجل إنقاذ ناروتو وكانت من مقاتلي الدمى، وماتت من أجل إنقاذ غارا.
- أداء صوتي: إيكوكو تاني (اليابانية).

### كوموغاكوري (قرية الغيوم المخفية)

#### كيلر بي
كيلر بي (باليابانية: キラービー)، هو أخ الرايكاجي والجينشريوكي الثامن (الهاتشيبي) واجه كيسامي وتمكن من القضاء عليه رفقة أخيه. واجها معًا سابقًا ميناتو. هو الذي علم ناروتو طريقة التحكم بالكيوبي. وكان مكلفًا بحراسته ومنعه من الخروج خلال الحرب العظمى الرابعة. لكنه عصى الأوامر وساعد ناروتو على الخروج وواجهوا معًا أوبيتو.
- أداء صوتي: هيساو إغاوا (اليابانية).

## الأعداء

### أوتوغاكوري (قرية الصوت)

#### أوروتشيمار
أوروتشيمارو (باليابانية: 大蛇丸)، هو واحد من الأعداء الرئيسيين في قصة ناروتو. من أجل تأكيد دوره كعدو، عمل كيشيموتو على جعل مظهره «لزج وغث» كجزء من موضوعه في التمييز بين الأشرار وأبطال القصة. في القصة، أوروتشيمارو هو نينجا سابق من كونوهاغاكوري وتلميذ الهوكاجي الثالث. أثناء فترة عيشه في القرية، ظهر أوروتشيمارو كأحد أقوى نينجا القرية مشاركةً مع جيرايا وتسونادي. رغبته في الحصول على الخلود قادته إلى تجريب الانتقال إلى أجساد نينجا كونوهاغاكوري آخرين، وبعدها هرب من القرية وانضم إلى المنظمة الإجرامية أكاتسكي. بعد مهاجمته لأحد أعضاء المنظمة إيتاتشي أوتشيها، الذي هزمه، غادر أوروتشيمارو المنظمة، وأنشأ قرية النينجا الخاصة به، أوتوغاكوري، بأمل القضاء على قريته السابقة. مهاراته الخلودية يدخل فيها نقل روحه داخل جسد بشري، عادة ساسكي أوتشيها، هو واحد من الدوافع المحركة له طوال القصة. بسبب تعدد الأجساد التي سيطر عليها، فقد قام أكثر من ممثل بأداء دوره.
- أداء صوتي: كوجيرا (اليابانية)، زياد الرفاعي (تغير بعد وفاته) (العربية).

#### كابوتو ياكوشي
كابوتو ياكوشي (باليابانية: 薬師 カブト، بالروماجي: Yakushi Kabuto)، ظهر في البداية كغينين خبير من كونوهاغاكوري، التي ينتمي إليها الفريق السابع الذين كان مرافقاً لهم خلال إحدى اختبارات النينجا، ثم ظهرت حقيقته بأنه جاسوس وخادم أوروتشيمارو الأول، ودوره كشرير تصاعد مع تقدم القصة. عندما كان طفلاً، عُثر عليه في ساحة المعركة من قبل مسؤول طبي من كونوهاغاكوري، الذي أخذ كابوتو ورباه كابن له. بدأ كابوتو العمل كجاسوس للعديد من المناطق والمنظمات، من بينها المنظمة الإجرامية أكاتسكي، التي أمرته بأن يعمل تحت إمرة أوروتشيمارو. استعمل كابوتو انتماءاته المختلفة وسيلة لجمع المعلومات الاستخبارية نيابة عن أوروتشيمارو؛ على سبيل المثال، فقد شارك في اختبارات النينجا النصف سنوية كأحد سكان كونوهاغاكوري، من أجل جمع المعلومات عن المشاركين الآخرين.
كابوتو ماهر في تقنيات الطب، مشابهاً في ذلك لتسونادي: يستطيع أن يستشفي من الجروح عن طريق إعادة تنشيط الخلايا الميتة، لنمو خلايا جديدة ويمكنه أن يشكل مشرطاً مع التشاكرا في توجيه ضربات جراحية لخصومه مستفيداً من معرفته بالتشريح الإنساني. في الجزء الثاني، دمج كابوتو بقايا أوروتشيمارو في جسده ليصير قوياً بما فيه الكفاية كيلا يخدم أي شخص مرة أخرى. بدأت بقايا أوروتشيمارو تدريجياً بالسيطرة على جسده، لكن كابوتو أعرب عن رغبته في قتل ساسكي أوتشيها. وتصفية الأمور مع ناروتو في وقت لاحق، متى ما علم بالتحكم في بقايا أوروتشيمارو. عندما أتقن تقنية أوروتشيمارو في استدعاء الأرواح الميتة، كابوتو صنع طريقه تجاه توبي وكون تحالفاً جزئياً معه تحت الاتفاق بحيث يمكنه أن يحصل على ساسكي متى ما نجحوا بالانتصار على تحالف الشينوبي.
- أداء صوتي: نوبوتوشي كانا (اليابانية).

#### نينجا الصوت الأربعة
نينجا الصوت الأربعة (باليابانية: 音隠れの忍四人衆، بالروماجي: Otogakure no Shinobi Yonin Shū)، هم نخبة الحراس الشخصيين لدى أوروتشيمارو. وقد ظهر أول مرة أثناء غزو أوروتشيمارو لكونوهاغاكوري، لكنهم لم يأخذوا دوراً أساسياً في القصة إلى أن قرر ساسكي أوتشيها مغادرة كونوهاغاكوري والانضمام إلى أوتوغاكوري. على الرغم من هزيمتهم أمام نينجا كونوهاغاكوري، فقد نجح ساسكي في الهرب. عرفت المجموعة في البداية بـ«نينجا الصوت الخمسة»، حيث أجبروا على قبول كيميمارو (君麻呂) قائداً لهم بعد هزمه للمجموعة كاملة في معركة. بعد أن صار كيميمارو طريح الفراش بسبب مرضه، استأنفت المجموعة مسمين أنفسهم نينجا الصوت الأربعة. كمجموعة فهم متخصصون في صنع الحواجز، جدران الحماية، تقنيات الختم وأيضاً التحكم في تقنياتهم المنفردة. المجموعة مؤلفة من جيروبو (次郎坊)، وهو رجل كبير الحجم متخصص في امتصاص التشاكرا والمعارك الرباعية القريبة، كيدومارو (鬼童丸)، نينجا ذو ستة أذرع قادر على صنع شباك العناكب للقتال ومتخصص في المعارك الدائرية، ساكون (左近) وأوكون (右近)، أخوان توأمان لديهما القدرة على دمج جسديهما، وتايويا (多由也)، وهي فتاة تستعمل مزماراً قادراً على التحكم في الشياطين المستدعاة وصنع الأوهام. انضم كيميمارو مؤخراً إلى المجموعة لحماية ساسكي، مظهراً قدرته على القتال بواسطة عظامه، لكنه مات كنتيجة لمرضه. وجميعهم يمتلكون ختوم أوروتشيمارو الملعونة، التي تزيد قوة المستعملين عندما يتم تفعيلها.

#### كيميمارو
كيميمارو كاغويا (باليابانية: かぐや 君麻呂، بالروماجي: Kaguya Kimimaro) هو شخصية في أنمي ومانغا سلسلة ناروتو، مكتوبة ومصورة من قبل ماساشي كيشيموتو فنان المانجا. اسمه يعني كيميمارو: كيمي" (君) هو لقب اليابانية القديمة من نبل، في حين أن "مارو" (麻 呂) يتم عرضها في الشعب الياباني الذين لديهم حواجب رقيقة أو حلق.
أداء صوتي: توشيوكي موريكاوا (اليابانية).

### الأكاتسوكي
هي منظمة أسّسها ياهيكو باين وهدفها هو جمع كل وحوش البيجو وتكوين سلاح قوي مدمر لتدمير العالم وليعرف الناس معنى الألم الحقيقي.

#### إيتاتشي أوتشيها
إيتاتشي أوتشيها (باليابانية: うちは イタチ، بالروماجي: Uchiha Itachi)، هو نينجا سابق من كونوهاغاكوري وزميل كيسامي هوشيغاكي. على الرغم من إمضائه طفولته الأولى كالطفل العبقري لقبيلة أوتشيها، إلا أنه مصوَر كأحد الأشرار معظم القصة. ظهر في البداية كالمسؤول الوحيد عن قتل عائلته وقبيلتها بالكامل، مبقياً فقط على أخيه الأصغر، ساسكي أوتشيها، قائلاً بأنه يريد اختبار قدراته. في وقت قريب من وفاته صار دوره كشرير أقل شأناً؛ ليس فقط لاتضاح أن مادارا كان مساعده في قتل القبيلة، لكنه نفذ عملية الإبادة الجماعية بأمر من قادة كونوها لمنع انقلاب قبيلة أوتشيها.
- أداء صوتي: هيديو إيشيكاوا (اليابانية).

#### كيسامي هوشيغاكي
كيسامي هوشيغاكي (باليابانية: 干柿 鬼鮫، بالروماجي: Hoshigaki Kisame)، هو نينجا سابق من كيريغاكوري ومرافق إيتاتشي أوتشيها، ومظهره المميز مع لون بشرته الزرقاء، وخطوط تشبه الخياشيم على وجهه، وأسنانه المثلثة الحادة. في حين أنَّه لا يزال مخلصاً لكيريغاكوري، كان كيسامي واحداً من سيافي الضباب السبعة، وهي مجموعة من النينجا القاسين الذين يستعملون سيوفاً كبيرة أثناء القتال. سيفه، ساميهادا (鮫肌، شاركسكين في «شيبودن»)، وهو سلاح حي مغطى بحراشف يستطيع امتصاص كميات غير معروفة من تشاكرا الخصم. يسمح فقط لأولئك الذين يرى بأنهم يستحقون أن يحملوه، يمكن لساميهادا منح مستخدمه التشاكرا التي يمتلكها، ضامناً له كمية لا حصر لها من القدرة على التحمل. كيسامي وحده يمتلك كمية كبيرة من التشاكرا، مقابلة لطاقة الوحوش ذات الأذيال، بما فيه الكفاية بحيث يعد نسخة أنشأتها الاكاتسوكي التي تمتلك فقط 30 ٪ من قوته تمتلك كمية التشاكرا مقارنة بناروتو حين يستخدم تشاكرا الذيول التسعة. بواسطة دمج ساميهادا بداخله، يستطيع كيسامي التحول إلى شكل يشبه القرش، يرفع من قدراته. في المعركة، فإنه في كثير من الأحيان يشكل الماء في أشكال أسماك القرش لمواجهة منافسيه. بعد رميه لساميهادا عندما اختار كيلر بي عليه، تم قطع رأس كيسامي من قبل بي والرايكاغي. تبين لاحقاً أنها كانت مجرد تقنية انتحال الشخصية قام بها زيتسو، وكيسامي الحقيقي قام بالاختباء داخل ساميهادا. وقد حاول الفرار من النينجا لكنه هزم من قبل غاي وأسره. قام كيسامي بالانتحار باستدعاء أسماك القرش والسماح لهم بالأكل منه، ولكن ليس قبل استخدام واحد منهم مرة أخرى لسرقة المعلومات التي جمعها وإرساله إلى الأكاتسكي.
- أداء صوتي: تومويوكي دان (اليابانية).

#### ديدارا
ديدارا (باليابانية: デイダラ، بالروماجي: Deidara)، هو نينجا سابق من إواغاكوري. وقاذف قنابل للاستئجار إلى أن أجبره إيتاتشي على الانضمام إلى أكاتسكي. بالرغم من أن أتى لتطويق المنظمة، إلا أن لديه ضغينة تجاه إيتاتشي وكل الأوتشيها طوال القصة، حيث يشعر بأن الشارينغان تقلل من قدراته. بعد انضمامه إلى الأكاتسكي، قام ديدارا بمرافقة ساسوري، وبُدل بتوبي بعد موته. بالرغم من أنه يسيء إلى توبي حين يزعجه، صار ديدارا أشبه بمعلم لتوبي، وتبنى الرعاية الحقيقية لسلامته. يدا ديدارا كلتاهما تمتلك فماً بداخلها، الذي يقوم -باستخدام الطين أو أي معادن أخرى بواسطة التشاكرا- بصنع «منحوتات» التي هي في الحقيقة قنابل تنفجر بدرجات متغايرة من الشدة. تستطيع قنابل ديدارا أخذ أي شكل يختاره، من وقت صنعها إلى حين انفجارها، يستطيع تحريكها والسيطرة عليها عن بعد. ساسكي أوتشيها، أخو إيتاتشي الأصغر، قادر بصورة منتظمة على إبطال قنابله أثناء المعارك، ولكن ديدارا يقوم بتحويل نفسه إلى قنبلة حية في محاولة قتل ساسكي وإثبات تفوق فنه، لكنه فشل في ذلك، حرفيا «خارجاً مع إثارة ضجة» حيث وضعها زملائه في منظمة الأكاتسكي. تم إنعاشه لاحقاً بواسطة كابوتو.
- أداء صوتي: كاتسهيكو كاواموتو.

#### ساسوري
ساسوري هو أحد افراد الاكاتسكي وهو حفيد الجدة تشيو كان صغيرًا ينتظر ابواه لزيارته لكنهما توفيا في معركة مما جعله يغادر القرية وينظم للاكاتسكي يستخدم اسلوب الدمى أهم دميتين يملكهما «هيروكو» و «الكازيكاجي الثالث» الذي قتله وحوله إلى دمية كما حول نفسه إلى دمية تجيد اطلاق النار والماء والقتال ب100 دمية.مات على يد جدته تشيو وساكورا هارونا.

#### زتسو الأسود
زيتسو الاسود هو أحد شخصيات أنمي ومانغا ناروتو، وعلى الرغم من كونه شخصية ثانوية إلا أنه له دور قوي في القصة. زيتسو الاسود هو عضو من أعضاء الاكاتسكي، والمساعد الأيمن لـ «توبي» المعروف بأوتشيها مادارا. كان زيتسو يستخدم في عمليات التجسس وجمع المعلومات، لانه يستطيع التخفي والنزول تحت الأرض.
كان يعتقدان زيتسو الاسود هو تسجيد لارادة مادارا، لكن تبين بعد ذلك انه تسجيد لأرادة امه «كــاغويا» بعد ان قام بالتعديل على لوح الاوتشيها الحجري ليقوم مادارا بخطة (الحلم الأبدي)، ولكن تبين انها خطة لأعادة احياء كاغويا، بعدها قام بقتل مادارا في حرب النينجا الرابعة، واعادة احياءامه كاغويا.

#### توبي
هو في الحقيقة يدعى اوبيتو يوتشيها تلميذ الهوكاجي الرابع (ميناتو ناميكازي) وقد اخرج كوراما من كوشينا اوزوماكي (ام ناروتو) وكان سيدمر كونوها به ولكن الهوكاجي الرابع تصدى له وهزمه ثم ختم كوراما في ناروتو وكان يخفي اسمه الحقيقي وراء اسمه المستعار الأول «توبي» ثم ادعى انه «مادرا يوتشيها» لكي يستمع الجميع ليه ويجذب انظار الجميع يحمل الشارنغان والرينيغان لديه قوة كبيرة أعلن حرب النينجا الرابعة كما استخدم في معاركه الجينتشيريكي الذين قتلهم اثبت انه ليس مادارا اوتشيها في الحلقة 321 عندما اعاد كابوتو مادارا الحقيقي إلى الحياة باستخدام الايدو تنسي.

#### هيدان
قاتل أسوما ساروتوبي وقتله تلميذ أسوما ساروتوبي شيكامارو نارا الذي انتقم لمدربه وقد كان يشارك كاكوزو المهام وكانت له تقنية مبتكره ما إن يلمس دمه دم أحد يطعن نفسه به فيتأثر صاحب الدم وبهذه الطريقة قتل أسوما ساروتوبي وقد تم استدعائه من قبل كابوتو ياكوشي

### كاكوزو
من أقوى الشخصيات باناروتو وهو عضو في الاكاتسكي وهوزميل لهيدان وهو يستخدم5عناصر
(النار.الماء.الأرض.الهواء.البرق)وكان له دور في
الحرب النينجا 4

#### باين
هو شخصية من شخصيات ناروتو تدرب علي يد جيرايا يمتلك الرينغان فريقه كونان وياهيكو واسمه اوزوماكي ناغاتو ينتمي لقرية المطر
وقد حكمها وهو أحد العشرة الاكاتوسكي لديه ست شخصيات منها صديقه ياهيكو واخذ ياهيكو وهو ميت شخصية تندو وقد اعيد احيائه علي يد كابوتو تلميذ اوروتشيمارو وقام اوتشيها ايتاتشي بختمه بسيفه وناغاتو يمتاز بشعره الأحمر الذي يمتلكه الاوزوماكي وحارب ناروتو مرتان حين دمر كونوها وحين اعيد احياؤه وكما قال اكيمتشي تشوجي نسخة باين تندو «ياهيكو» عمرها من 25 الي 30 عام ولدي ناغاتو ست شخصيات تمتاز كل واحدبميزة منا تندو وهو الجاذبيه شد الاشياء وابعادها والاستدعاء إعادة الاحياء وامتصاص النينجتسو وتحويل جسمه الي اسلحة

#### كونان
كونان هي تلميذة جيرايا وزميلة باين. لديها شعر ازرق مائل إلى الرمادي وقصير ولون
عينيها بني فاتح وتضع وردةً زرقاء على شعرها دائما. عاشت طفولة تعيسه مات أبويها بسبب الحرب، قتلها أوتشيها أوبيتو بسبب وقوفها في طريقه لسبيل اخذه لرينغان ناغاتو اوزوماكي لكنها وقفت في طريقه وضحت بحياتها من اجله {ناغاتو}.

### منظمة تاكا
منظمة تاكا منظمة أنشأها ساسكي أوتشيها فبعد قتل النينجا أوروتشيمارو على يد ساسكي اوتشيها فكر ساسكي باختراع هذه المنظمة لقتل أخاه ايتاشي اوتشيها وكانوا مكونين من ثلاثة مقاتلين كل واحد لديه مهاراته الخاصة ومع ساسكي أصبحوا أربعة.وهذه المنظمة لا تسعى أبداً وراء قتل ناروتو بل تسعى وراء قتل ايتاشي.

#### سوغيتسو هوزوكي
وهو من قرية كيري.. انضم لتآكآ ولكن بشرط وهو أن يحصل على سيف زابوزا
و حصل عليه فعلاً وأصبح من اتباع
ساسكي
وظهر في الحرب الرابعه العظمى مع اوروتشيمارو وجوغو وكارين وساعدو الكاجي الخمسة

#### جوغو
هو من قرية الصوت.. انضم لتاكا لكي يتخلص من توحشه ولأنه يتعبر
ان ساسكي مثل صديقه المقرب العزيز كيميمارو الذي كان يعتبره القفص الذي يحميه من توحشه لذا فهو يعتبر ساسكي أوتشيها كذلك كالقفص الذي يحميه وقد شارك في قتال ساسكي لكيلر بي وللرايكاجي.

#### كارين
هي من عشيرة الاوزوماكي. انضمت لتاكا بدون أي شروط.ضمها ساسكي لأن لديها مهارات ترقب أو إذا أحد اختبأ تعرف مكان اختباءه.

### كيريغاكوري

#### زابوزا موموتشي
وهو أحد السيافين السبعة لقرية الضباب
والمستخدم الأول للسيف الذي يمتلكه سوجيتو
وكان أول من تعارك مع الفريق السابع

## الوحوش المذيلة

### شوكاكو ايتشيبي
هو وحش على شكل الراكون أو حيوان التانوكي كان محتبسا داخل غارا كازيكاغي قرية الرمل المخفية قبل أن تستخلصه الأكاتسكي من داخله.

### ماتاتابي نيبي
هو وحش على شكل قطة ذات ذيلين كان محتبساً داخل فتاة تسمي «يوغيتو ني» وهي من قرية السحاب ثم استخلصه الاكاتسكي من داخلها

### إيسوبو سانبي
هو وحش علي شكل سلحفاة ذات ثلاثة أذيل كان محتبساً داخل فتي يسمي يوكيمارو ثم أُحتبس داخل الميزوكاجي الرابع «ياغورا» ثم استخلصته الاكاتسكي من داخله

### سون غوكو يونبي
هو وحش علي شكل غوريلا ذو أربع ذيول كان محتبسا داخل عجوز يسمي «روتشي» ثم استخلصته الاكاتسكي بواسطة «كيسامي»

### كوكو جوكوبي
هو وحش علي شكل حصان ذو خمس ذيول محتبس داخل رجل يسمي «هان» ثم استخلصته الاكاتسكي

### سايكن روكوبي
هو وحش يشبه البزاقة ذو ست ذيول محتبس داخل شاب يسمي «اوتاكاتا» ثم استخلصته الاكاتسكي

### تشومي نانابي
هو وحش على شكل خسنفاء طائرة ذات سبعة اجنحة محتبس داخل فتاة تسمي «فوو» ثم استخلصته الاكاتسكي

### غيوكي هاتشيبي
هو وحش علي شكل اخطبوط بثمانية ذيول ذو وجه ثور بقرنين محتبس داخل رجل يسمي «كيلر بي»

### كوراما كيوبي
هو الوحش المعروف بالثعلب ذي الذيول التسعة احتبس داخل اوزوماكي ميتو الجينشوركي الأول ثم أوزوماكي كوشينا الجينشوركي الثاني ثم أوزوماكي ناروتو الجينشوركي الثالث للكيوبي
وحش أسطوري مدمر كان يمتلكه مادارا اوتشيها عند هجومه علي قرية كونوها وعندما فقد اوبيتو يوتشيها السيطرة عليه فقرر الهوكاجي الرابع التضحية ووضع الثعلب داخل ناروتو واسمه الحقيقي هو «كوراما» ولم يظهر هذا الاسم إلا في الجزء الثاني وكانوا ينادونه بالكيوبي وفي الجزء الثاني أصبح صديقا لناروتو وخرج من ناورتو وصارع وحوش البيجو (ما عدا الثامن) وقام اوبيتو يوتشيها باستدعاء اصحاب الوحوش الستة وكان يملك الوحش الأول وأصبح عنده 7 من البيجو الاقوياء وقد صارعهم كوراما وقضى عليهم وقد كان اسطوره وفي النهاية واجه ناروتو اوزوماكي اوبيتو يوتشيها وساعد كوراما ناروتو فأصبح سبب فوز ناروتو على اوبيتو يوتشيها.
وهو كان له العديد من الجينشوركي منهم زوجه الهوكاجي الأول ومنشأ عالم الشينوبي الريكودو سينين «حكيم المسارات الستة» واوزوماكي كوشينا ام ناروتو (زوجه الهوكاجي الرابع) وابنها اوزوماكي ناروتو

### جيوبي
وحش غريب الشكل بعشرة ذيول الجينشوركي كاغويا ثم اوتشيها اوبيتو ثم اوتشيها مادارا

## الجينشوريكي

### غارا
جينشوريكي صاحب الذيل شوكاكو ايتشيبي وتم الإمساك به من قبل ديدارا واستخلاص البيجو من داخله بواسطه الاكتسوكي وموته
لا يزال حيا بسبب تضحيه الجدة تشيو بروحها له واعادته للحياه

### يوغيتو ني
جينشوركي بيجو الذيلين متاتابي من قرية السحاب المخفية لها رتبة جونين
قتلت على يد هيدان وكاكزوا

### أوتاكاتا
من قرية الضباب المخفية صاحب بيجو ريكوبي ذي الست ذيول

### فو
جينين ظهرت في فلر تتميز بتقنيات غريبة نوعا ما فهي تقنيات الحشرات ك الطريان وشباك العناكب والشرانق وقد امسكها هيدان وكاكوزا

### اوبيتو اوتشيها
(جنشوريكي الجيوبي ذي العشر ذيول)

## نينجا أسطوريون

### عالم النينجا

#### حكيم المسارات الستة
هو مؤسس فن النينشو وهو فن يهدف إلى مشاركة الناس مشاعرهم مع بعضهم وفهمها دون الحاجة إلى الكلام ولكن بعد موته تم تحريفه ليصبح نينجتسو
هو اوتسوسكي هاغورومو أحد أبناء اوتسوسكي كاغويا
ويعتبر مؤسس عالم النينجا ويعتبر من اقوى الشخصيات في ناروتو ان لم يكن اقواها وهو كان أول جينشيروكي للجيوبي (وحش الذيول العشرة)
ولكن عندما احس بقرب موته قسم تشاكرا الجيوبي إلى تسعة مخلوقات المعروفة بوحوش البيجو أيضا هو أول من امتلك دوجتسو الرينيغان

مادارا أوتشيها أحد أقوى شخصيات ناروتو وقد ظهر في الحرب النينجا العظمى الرابعة.

له اثنان من البنين
اشورا وايندرا

### الأوتشيها

#### مادارا أوتشيها
وهو ثاني اقوى شخصيه في انمي ناروتو ويمتلك الماجينكو شارينغان وهو من الاشخاص الثلاثة الذين استطاعو تفعيل الرينيجان وهو حكيم المسارات الستة وهو معلم وشريك إيتاتشي وقد قام بمساعدته في قتل عشيرة الأوتشيها.

#### إيتاتشي أوتشيها
هو من قام بقتل عشيرته وأبقى أخاه ساسكي وقد أيقظ الشارينغان في عمر صغير ومات في سبيل اخيه.

#### ساسكي أوتشيها
هو أخر سليل من عشيرة الأوتشيها وصديق ناروتو المقرب.

#### إيزونا أوتشيها
والد ساسكي وإيتاتشي ولقد كان يفضل إيتاتشي على ساسكي بسبب قوته.

#### شيسوي أوتشيها
استطاع تفعيل الماجينكو شارينغان
واستطاع تفعيل السوسانو وهو من حاول إيقاف انقلاب عشيرته عشيرة الأوتشيها بواسطة إيقاعهم في الوهم بمهارته الخاصة لكن منعه دانزو شيمورا وأخد عينه ويعد شيسوي اقوى من مادارا من حيث قوة الشارينغان ب ثلاث اضعاف

### دان كاتو
دان كاتو هو أحد شخصيات ناروتو التي لم يكن لها ظهور كثير في الأنمي والمانغا ولكن في حلقات متقدمة تمت إعادة إحيائه على يد كابوتو ياكوشي في حرب النينجا العظمى الرابعة والتقى بتسونادي لبعض الوقت بعد أن أنقذها من ضربة قوية من مادارا.

## شخصيات أخرى

### كونوهاغاكوري
رين نوهارا

#### شيكاكو نارا
هو والد شيكامارو نارا ولديه نفس تقنياته وهي التحكم بالخصم عن طريق الظل ويتميز بأنه من أذكى شخصيات سلسلة ناروتو.

### دولة الحديد
و هي دولة يحكمها الساموراي وقائدها ميفون. يتم في هذه الدولة الاجتماع لزعماء القرى الخمس بعد فترة من الزمن.

#### ميفون
و هو قائد الكتيبة الخامسة من كتائب الحرب وقائد الساموراي، ينتمي ابنة قرية أرض الحديد وقد كان هو مراقب اجتماع قمة الكاجي الخمسة وقد أضاف الساموراي كقوة مساعدة جديدة مع تحالف الشينوبي في الحرب الرابعة.

### أميغاكوري

#### ياهيكو
مؤسس الأكاتسكي وهو شينوبي قوي من أميغاكوري (قرية المطر المخفية)، تدرب على يد جيرايا مع زميليه ناغاتو وكونان يستخدم ثلاث عناصر الرياح والماء والنار، تحالف ضده هانزو زعيم أميغاكوري وقائد قوات أنبو كونوهاغاكوري دانزو شيمورا وذلك بخطف كونان وأخذها كرهينة وبعدها تم إستدراجه مع ناغاتو للمكان المخطط له أين كان يوجد هانزو ودانزو برفقة شينوبي أميغاكوري وأنبو كونوهاغاكوري وذلك من أجل قتله كونه زعيم الأكاتسكي، طلب هانزو من ناغاتو بأن يقتل ياهيكو مقابل إنقاذ كونان، حيث طلب ياهيكو من ناغاتو بأن يقتله وفي لحظة إرتباك ناغاتو إنتحر ياهيكو وقام بطعن نفسه بالكوناي الذي كان في يد ناغاتو وطلبه من ناغاتو بأن يعيش هو وكونان ويكملان حلم تحقيق السلام في عالم الشينوبي وبسبب موته سيطرت الكراهية على قلب ناغاتو وتمت ولادة باين (مسارات الألم الستة) زعيم جديد للأكاتسكي بحلم مختلف تماما، وصنع سلاح مدمر يستطيع من خلاله ناغاتو (باين) أن يجعل العالم يعلم معنى الألم الحقيقي.
قام باين بعدها يقتل هانزو زعيم أميغاكوري انتقاما لياهيكو وقام بقتل جميع أفراد عشيرة هانزو وحرق منازلهم بالكامل وأصبح بعدها زعيما لقرية أميغاكوري.

#### هانزو
زعيم أميغاكوري ويدعى بهانزو السلمندر، قام بإعطاء جيرايا وتسونادي وأوروتشيمارو لقب الثلاثي الأسطوري لكونوهاغاكوري بعد أن قام بهزيمتهم والإبقاء على حياتهم، من أقوى شخصيات سلسلة ناروتو شيبودن،
مات على يد باين أحد تلاميذ جيرايا.

### جبل ميوبوكو
هو المكان الذي تدرب فيه ناروتو لاتقان اسلوب الناسك على يد الحكيم فوكاساكو قبيل قتاله لباين.

#### فوكاساكو
هو الضفدع الحكيم الذي درب جيرايا على أسلوب الناسك وكذلك درب ناروتو فيما بعد وشارك في قتال جيرايا ضد باين ونفذ مع زوجته شيما مهارة وهم قوية وقبل أن يموت جيرايا في معركته مع باين استخدم آخر ما تبقى لديه من تشاكرا ليحفر رسالة مشفرة على ظهر السيد فوكاسكو ساعدت فيما بعد على معرفة سر شخصيات باين الستة لكنه قتل أثناء معركة ناروتو مع باين زعيم الأكاتسوكي ثم عاد للحياة بعد أن قام باين بإعادة إحياء كل من قتلهم في كونوها أثناء هجومه عليها بعد أن أقنعه ناروتو بذلك وهذا الضفدع العجوز قوي جدا ويجيد استعمال تشاكرا الناسك وهو صارم جدا في التدريب ولا يقبل التقاعس كما أنه في أثناء تدريب ناروتو على استعمال تشاكرا الطبيعة (سينجتسو) اعترف بأن ناروتو قد تفوق على سابقيه ناميكازي ميناتو -الرابع- وجيرايا.

#### شيما
هي زوجة الضفدع الحكيم فوكاسكو شاركت في قتال جيرايا لباين ونفذت مع زوجها مهارة وهم قوية مكنت جيرايا من الإيقاع بباين وهي من استدعت ناروتو وفوكاسكو وبقية الضفادع المحاربين من جبل ميوبوكو إلى كونوها أثناء تدمير باين لها كما وشاركت في قتال ناروتو لباين وهي ربة منزل جيدة تطهو لزوجها أطيب الطعام لكنها أحيانا ما تنعته بالعجوز كما حصل في قتال جيرايا لباين وقد حزنت كثيرا على موت زوجها فوكاسكو على يد باين زعيم الأكاتسوكي لكنها فرحت جدا عندما أعاد باين كل من قتلهم في كونوها إلى الحياة ومن ضمنهم زوجها فوكاسكو بعد أن أقنعه ناروتو بذلك.

#### غامابونتا
وهو أحد أقوى الضفادع في ميوكوبو وأحد أضخم ضفادع ويدعوه ناروتو بالزعيم وهو ليس كذلك. استطاع ناورتو استدعائه عندما رماه مدربه جيرايا في وادي عميق لكي يستطيع إخراج تشاكرا لكيوبي ونجح ناروتو في إستدعاء شارك أيضا مع ناروتو في قتاله من غارا وهزم وحش شيكاغو وشارك في قتال بين الثلاثي الأسطوري وقتال باين.

### أوزوشيوكاغوري

#### كوشينا أوزوماكي
والدة ناروتو أوزوماكي وزوجة الهوكاغي الرابع ميناتو ناميكازي توفيت بعد هجوم الكيوبي على قرية كونوها.